# Асимптотична свобода
Във физиката асимптотична свобода е свойство на някои калибровъчни теории, в които взаимодействието между частиците, например кварки, става пренебрежимо слабо колкото по-малко е разстоянието между тях, т.е. при разстояния, които асимптотически клонят към нула.

## Въведение
Асимптотичната свобода е свойство на квантовата хромодинамика (QCD), квантова теория на полето на взаимодействие между кварки и глуони, открито през 1973 от Франк Уилчек и Дейвид Грос, и, независимо от тях, от 23-годишния дипломант в Харвардския университет Дейвид Полицер. Независимо че авторите са първите, които откриват физическия смисъл на силното взаимодействие, през 1969 Йосиф Хриплович открива асимптотичната свобода като математически куриоз на калибровъчната теория SU(2). Герардус 'т Хоофт през 1972 също отбелязва ефекта, но не го публикува. За това откритие на Грос, Уилчек и Полицър е присъдена Нобелова награда по физика за 2004.
Асимптотичната свобода предполага, че при високоенергетично разсейване кварките се движат в нуклоните (напр. неутрон и протон), предимно като свободни невзаимодействащи частици. Това позволява на физиците да изчислят сеченията на взаимодействие на различни събития във физиката на елементарните частици.
Откритието е ключово за реабилитацията на квантовата теория на полето. До 1973 г. голяма част от теоретиците подозират, че тази теория е несамосъгласувана на фундаментално ниво, защото взаимодействията стават безкрайно силни на малки разстояния. Този феномен обикновено се нарича полюс на Ландау и задава най-малката скала на дължините, които теорията може да опише. Проблемът е открит в квантовата електродинамика, а поради това, че се появява в полевите теории на взаимодействащи скалари и спинори, както и в някои други аспекти на полевите теории, болшинството от теоретиците подозира, че той е неизбежен. Асимптотично свободните теории предсказват, че на малки разстояния силата на взаимодействие намалява. В тях не съществува полюс на Ландау и се приема, че тези квантови теории на полето са самосъгласувани при всички малки линейни мащаби на взаимодействие.
Доколкото Стандартният модел не е напълно асимптотично свободен, на практика полюсът на Ландау може да бъде проблем само когато се обсъжда силното взаимодействие. Останалите взаимодействия са толкова слаби, че каквато и да било несамосъгласуваност може да се появи при разстояния по-малки от Планковата дължина, където теориите на полето във всички случаи не могат да предложат адекватно описание на реалността.

## Екранизация и антиекранизация
Промените във физическата константа на куплиране при промени в мащаба могат да бъдат разбрани количествено като произтичащи от действието на полето върху виртуални частици, носещи съответния заряд. Полюсът на Ландау като модел на поведение в КЕД е следствие от „екранизация“ заредени виртуални двойки частица-античастица, например електрон-позитронни двойки, във вакуум. В близост до заряда вакуумът се „поляризира“ – противоположно заредените виртуални частици се привличат от заряда, докато едноименно заредените виртуални частици се отблъскват. В резултат на това се наблюдава ефект на частично отслабване на полето на всяко крайно разстояние. Колкото повече се приближаваме до централния заряд, обаче, толкова по-слаб става ефектът на вакуума и ефективният заряд нараства.
В КХД същото се случва с виртуалните двойки кварк-антикварк - те проявяват склонност да екранират цветния заряд. В КХД обаче има допълнителна тънкост - там частиците–носители на взаимодействието, глуоните, сами по себе си носят цветен заряд, но по различен начин. Всеки глуон носи както цветен заряд, така и анти-цветен магнитен момент. Сумарният ефект от поляризацията на виртуалните глуони във вакуум не се изразява в екранизация на полето, а в неговото засилване и промяната на цвета му. Това понякога се нарича „антиекранизация“. Колкото повече се доближаваме до кварка, толкова повече намалява антискрининг-ефекта на заобикалящите го виртуални глуони, така че въздействието на този ефект ще се изразява в намаляване на ефективния заряд с намаляване на разстоянието.
Доколкото виртуалните кварки и виртуалните глуони предизвикват противоположен ефект, кой от двата ефекта ще доминира зависи от броя на техните видове или още аромати на кварка. В стандартната КХД с три цвята, още повече, че не съществуват повече от 16 аромата на кварк (без да броим отделно антикварките), антискринигнът доминира и теорията е асимптотично свободна. Фактически, съществуват само 6 известни аромата на кварки.